# Changhai
Changhai (chinesisch 长海县, Pinyin Chánghǎi Xiàn) ist ein Kreis in China, der zum Verwaltungsgebiet der Stadt Dalian in der Provinz Liaoning gehört. Er hat eine Fläche von 144,1 km² und zählt 66.824 Einwohner (Stand: Zensus 2020), also 464 E./km². Der Kreis besteht aus den hundertzwölf Inseln der im Gelben Meer östlich der Halbinsel Liaodong gelegenen Changshan-Inseln.
Hauptort und Regierungssitz ist die Einwohnergemeinschaft Dongshan (东山社区) der Großgemeinde Dachangshandao auf der gleichnamigen Hauptinsel.
Der Flughafen von Changhai liegt ebenfalls auf der Insel Dachangshandao.

## Administrative Gliederung
Der Kreis Changhai setzt sich aus zwei Großgemeinden und drei Gemeinden zusammen. Diese sind:
- Großgemeinde Dachangshandao (大长山岛镇), Sitz der Kreisregierung;
- Großgemeinde Zhangzidao (獐子岛镇);
- Gemeinde Guanglu (广鹿乡);
- Gemeinde Haiyang (海洋乡);
- Gemeinde Xiaochangshan (小长山乡).